# 와부고등학교
와부고등학교(瓦阜高等學校)는 대한민국 경기도 남양주시 와부읍 덕소리에 있는 공립 고등학교이다.

## 학교 연혁
- 2007년 11월 13일 : 개방형 자율학교 지정
- 2008년 1월 7일 : 와부고등학교 설립인가 (일반 9학급, 특수 1학급)
- 2008년 2월 27일 : 운영권 위탁협약 체결
- 2008년 3월 1일 : 와부고등학교 개교 (초대 김학일 교장 취임)
- 2008년 3월 3일 : 제1회 입학식 (9학급 322명)
- 2010년 3월 1일 : 자율형 공립고등학교 지정 운영
- 2011년 2월 10일 : 제1회 졸업식 (329명 졸업)
- 2012년 2월 29일 : 기숙사 다산관 개관
- 2015년 3월 1일 : 자율형공립고 재지정(5년. 2020.02.29.)
- 2021년 2월 4일 : 제11회 졸업식 (218명) 누계 2,805명
- 2023년 2월 3일 : 제13회 졸업식 (8학급 246명)
- 2023년 3월 1일 : 제5대 백옥련 교장 취임
- 2023년 3월 2일 : 제16회 입학식 (8학급 263명)

## 참고 자료
- 와부고등학교 - 한국교육학술정보원 학교알리미